# Eggenthal

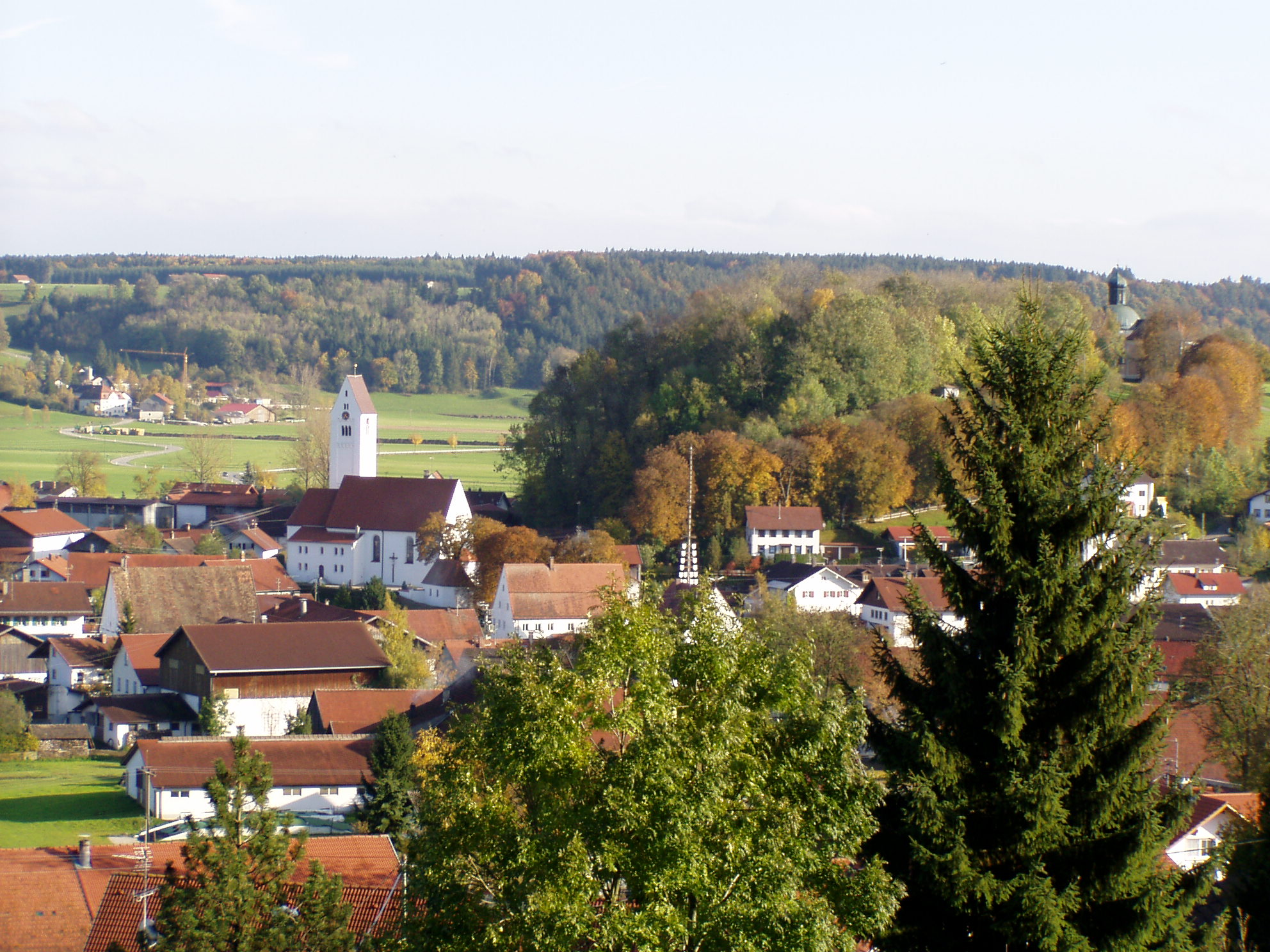
Eggenthal

Eggenthal ist eine Gemeinde im schwäbischen Landkreis Ostallgäu.

## Geografie
Die Gemeinde liegt am Rand des Allgäus. In Romatsried befindet sich der Burgstall Romatsried, ein möglicherweise schon in der Bronzezeit besiedelter Ort.
Der niedrigste Punkt in der Gemeinde liegt mit 662  m ü. NHN an der Mindel bei Binkenhofen an der Landkreisgrenze zum Landkreis Unterallgäu (Gemeinde Unteregg), der höchste Punkt mit 822 m ü. NHN südwestlich von Beschaunen an der Gemeindegrenze zum Markt Obergünzburg.
Es gibt die Gemarkungen Bayersried und Eggenthal.
Es gibt 20 Gemeindeteile (in Klammern ist der Siedlungstyp angegeben):
- Bayersried (Pfarrdorf)
- Beschaunen (Weiler)
- Binkenhofen (Weiler)
- Blumenried (Weiler)
- Eggenthal (Pfarrdorf)
- Grub (Weiler)
- Kreuzhof (Einöde)
- Lausbihl (Einöde)
- Mayers (Weiler)
- Reichartsried (Weiler)
- Röhrwang (Einöde)
- Romatsried (Dorf)
- Schleifmühle (Weiler)
- Schönlings (Einöde)
- Sonderhof (Einöde)
- Stehlings (Dorf)
- Unter-Webams (Weiler)
- Völken (Weiler)
- Webams (Weiler)
- Wurmannswies (Weiler)

## Geschichte

### Bis zur Gemeindegründung
Eggenthal dürfte mit der Römerstation Navoa oder Nawe identisch sein. Noch im Mittelalter werden die Ortsnamen Eggenthal und Nawe nebeneinander verwendet. Der Ort liegt an der Römerstraße Augsburg-Kempten. Vermutlich haben vor den Römern bereits die Kelten hier gesiedelt. Die Herren von Eggenthal werden zwischen 1130 und 1457 urkundlich bezeugt. Um 1300 kaufte Bischof Wolfhart von Augsburg die Burg von Eggenthal für seine dortige Kirche. 1316 befindet sie sich als kemptisches Lehen im Besitz der Ritter von Rohrbach, 1366 verkaufen sie sie an die Herren von Schwarzenburg. Eggenthal gehörte später zur Reichsabtei Irsee und kam mit dem Reichsdeputationshauptschluss von 1803 an das Kurfürstentum Bayern. Der Bauernkrieg 1525, der Dreißigjährige Krieg und die Pest zogen den Ort und seine Bewohner beträchtlich in Mitleidenschaft. 1628 entstand auf dem Seelenberg ein Pestfriedhof und in der Folge die Maria Seelenkapelle südlich des Ortes. Im Zuge der Verwaltungsreformen im Königreich Bayern entstand mit dem Gemeindeedikt von 1818 die heutige Gemeinde.

### Verwaltungszugehörigkeit
Bis zur Gebietsreform 1972 gehörte die Gemeinde zum Landkreis Kaufbeuren, seither zum Landkreis Ostallgäu. Eggenthal bildet mit den Nachbargemeinden Baisweil und Friesenried die Verwaltungsgemeinschaft Eggenthal.

### Eingemeindungen
Im Zuge der Gebietsreform in Bayern wurde am 1. Januar 1978 die Gemeinde Bayersried eingemeindet.

### Einwohnerentwicklung
| Jahr      | 1961 | 1970 | 1987 | 1991 | 1995 | 2000 | 2005 | 2010 | 2015 | 2020 |
| Einwohner | 1299 | 1124 | 1186 | 1257 | 1314 | 1284 | 1290 | 1288 | 1341 | 1372 |

Von 1988 bis 2008 wuchs Eggenthal um 99 Einwohner bzw. etwa acht Prozent. Zwischen 1988 und 2018 wuchs die Gemeinde von 1195 auf 1368 um 173 Einwohner bzw. um 14,5 %.

## Politik

### Bürgermeisterin
Bürgermeisterin ist seit Mai 2020 Karina Fischer (CSU). Diese wurde mit 58,9 % der Stimmen gewählt. Ihr Vorgänger war Harald Polzer (Freie Wählervereinigung), im Amt von Mai 2008 bis April 2020.

### Gemeinderat
Die Wahl am 15. März 2020 hatte folgendes Ergebnis:
- CSU: 5 Sitze (39,42 %)
- Freie Wählervereinigung Eggenthal: 5 Sitze (42,20 %)
- Freie Wählergemeinschaft Bayersried-Holzstetten: 2 Sitze (18,38 %).

Die Wahlbeteiligung lag bei 77,85 %.

## Baudenkmäler

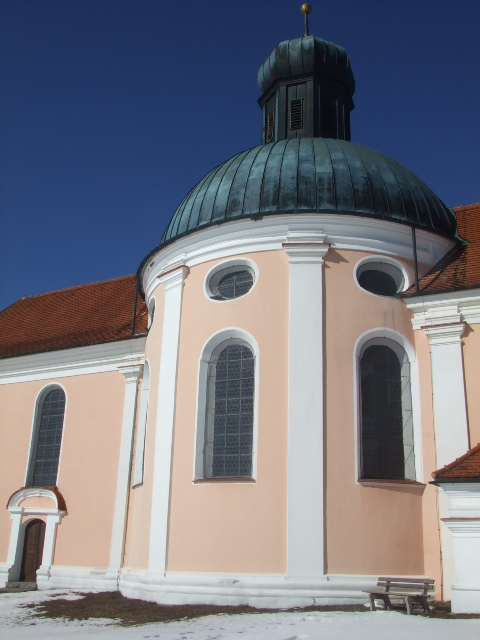
Kapelle Maria Seelenberg in Eggenthal

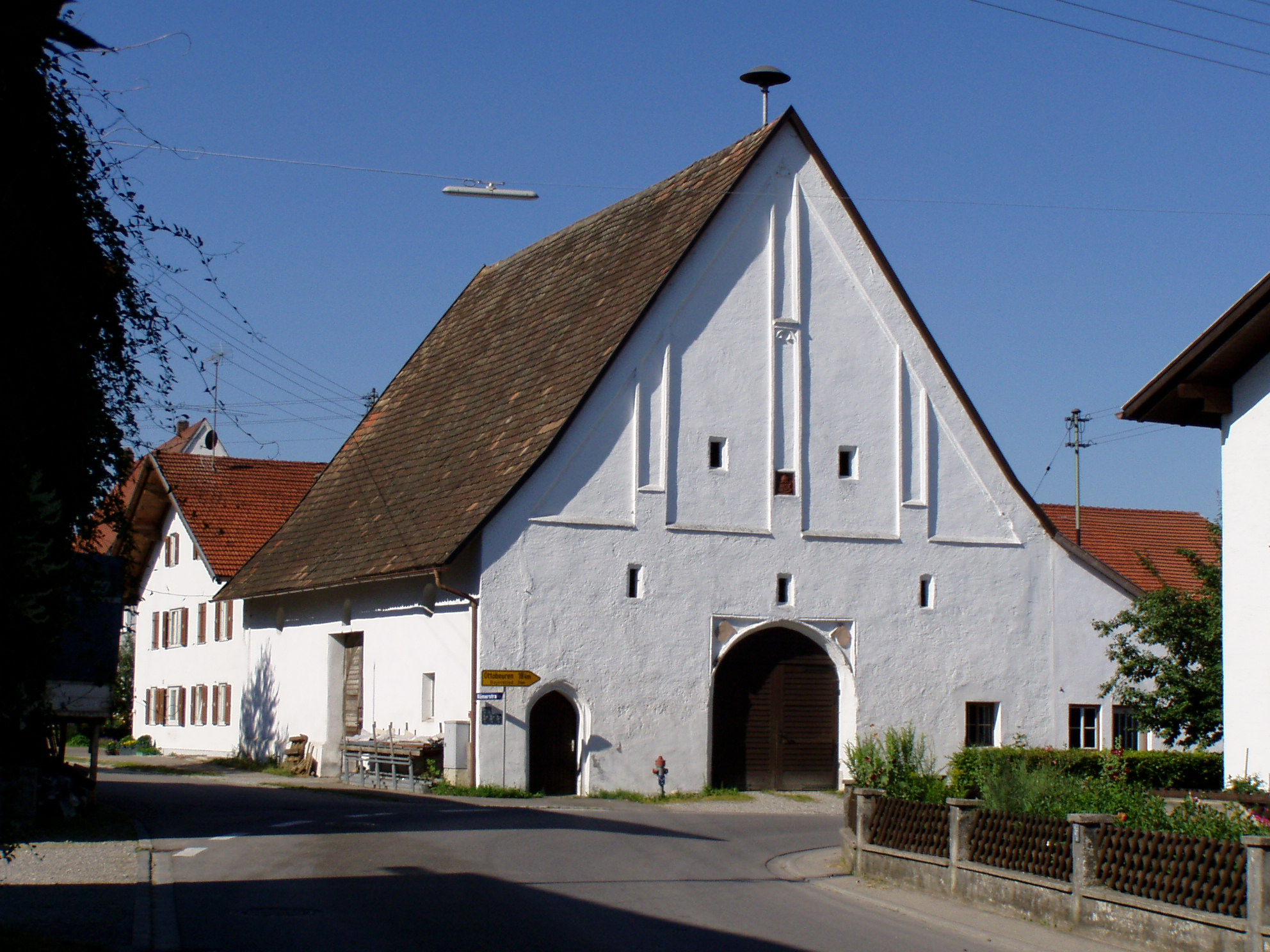
Zehntstadel in Eggenthal (2003)

### Wappen
| Wappen von Eggenthal | Blasonierung: „In Rot auf grünem Grund ein silberner Meilenstein mit dem Wort NAWE auf dem Sockel, begleitet von zwei fünfmal von Silber und Schwarz geteilten Streitkolben mit goldenen Stielen.“ |
| Wappen von Eggenthal | Wappenbegründung: Eggenthal liegt an der Römerstraße Augsburg-Kempten, einer der wichtigsten Straßen des römischen Reichs. In Eggenthal oder in unmittelbarer Nähe befand sich die Römerstation Navoa oder auch Nawe. Ein Ortsadelsgeschlecht nannte sich nach beiden Ortsnamen, woraus man schließen kann, dass es sich dabei um ein und denselben Ort handelte. Die Herren von Eggenthal werden 1130 erstmals erwähnt und sind nach 1457 nicht mehr bezeugt. Aus ihrem Wappen stammen die goldenen Streitkolben in rotem Feld. Dieses Wappen wird seit 1950 geführt. |

## Wirtschaft und Infrastruktur

### Wirtschaft einschließlich Land- und Forstwirtschaft
Im Jahr 2020 gab es im Bereich der Land- und Forstwirtschaft fünf, im produzierenden Gewerbe 185 und im Bereich Handel und Verkehr 13 sozialversicherungspflichtig Beschäftigte am Arbeitsort. In sonstigen Wirtschaftsbereichen waren am Arbeitsort 67 Personen sozialversicherungspflichtig beschäftigt. Sozialversicherungspflichtig Beschäftigte am Wohnort gab es 544. Im verarbeitenden Gewerbe (sowie Bergbau und Gewinnung von Steinen und Erden) gab es einen, im Bauhauptgewerbe sechs Betriebe. Zudem bestanden im Jahr 2016 49 landwirtschaftliche Betriebe mit einer landwirtschaftlich genutzten Fläche von 1425 ha. Davon waren ha Ackerfläche und 1354 ha Dauergrünfläche.

### Bildung
2021 gab es folgende Einrichtungen:
- eine Kindertageseinrichtung: 54 Kindergartenplätze mit 53 Kindern

### Wasserversorgung
Die Versorgung der Gemeinde erfolgt im Wesentlichen über zwei Quellen südwestlich des Hauptortes, geschützt durch ein gut 5 ha großes Wasserschutzgebiet. Weitere Ortsteile haben z. T. eigene Wasserversorgungen. Vom Gebiet der Gemeinde Eggenthal aus werden zudem Teile des benachbarten Landkreises Unterallgäu mit Trinkwasser versorgt, z. B. die Stadt Bad Wörishofen.

## Söhne und Töchter der Gemeinde
- Johannes Hops (1681 – nach 1730), Bildhauer
- Franz Xaver Bernhard (1726–1780), Kirchenmaler des Barock
- Joseph Leitkrath (1738–1811), Maler und Freskant des Rokoko